# Hoplopelidnota metallica
Hoplopelidnota metallica är en skalbaggsart som beskrevs av Bates 1840. Hoplopelidnota metallica ingår i släktet Hoplopelidnota och familjen Rutelidae. Inga underarter finns listade i Catalogue of Life.